# Чуйка
Чуйка — верхній чоловічій одяг у південній Русі (Україні) з темного сукна, прямого крою, інколи комір оздоблювався оксамитом чи хутром. Крій прямій, халатоподібний (пізніше — приталений, зі вставними клинами або відрізною спиною й зборами). Довжина зазвичай по коліна. 